# 山形県立酒田東高等学校
山形県立酒田東高等学校（やまがたけんりつ さかたひがしこうとうがっこう、Yamagata Prefectural Sakata Higashi High School）は、山形県酒田市亀ヶ崎一丁目に所在する県立高等学校。

## 概要
歴史
1920年（大正9年）創立の「山形県立酒田中学校」（旧制中学校）を前身とする。1948年（昭和23年）の学制改革により新制高等学校となった。現校名になったのは1952年（昭和27年）。2010年（平成22年）に創立90周年を迎えた。大半の生徒が四年制大学をはじめとする上級学校への進学を目指している。
設置課程・学科
全日制課程 普通科、探究科（1学年あたり200名・5学級）
教育目標
「知（主体的な学び）・情（豊かで深い心）・意（強い意志）・力（気力・体力の充実）」
校章
地元の高山植物である鳥海ふすまの花弁と松葉を組み合わせたものを背景にして、中央に「高」の文字を置いている。高校再編で酒田高等学校の発足した1950年（昭和25年）に制定され、酒田東と酒田西に分離した1952年（昭和27年）以降も酒田東高校の校章として継続して使用され、現在に至る。
校歌
作詞は大木惇夫、作曲は高木東六による。歌詞は3番まであり、校名は歌詞中に登場しない。
同窓会
「亀城同窓会」（きじょうどうそうかい）と称している

## 沿革
前史
- 1879年（明治12年）11月8日 - 「酒田中学琢成校」の開校式典を挙行。
- 1883年（明治16年）4月13日 - 火災により焼失し、休校を余儀なくされる。

正史（旧制中学校時代）
- 1920年（大正9年）
  - 2月27日 - 酒田町内に県立中学校の設立が認可される。
  - 4月1日 「山形県立酒田中学校」が開校。入学資格を尋常小学校を卒業した12歳以上の男子、修業年限を5年（現在の中1から高2に相当）とする。
  - 4月15日 - 酒田町立甲種商業学校において開校式を挙行。1学年あたりの定員を90名とする。
- 1921年（大正10年）
  - 3月19日 - 旧亀ヶ崎城に新校舎の一部が完成したため、移転。
  - 11月3日 - 新校舎校舎が完成。
- 1922年（大正11年）3月31日 - 寄宿舎「鳥海寮」が完成。
- 1936年（昭和11年）6月12日 - 明道館武道場（旧・第二体育館）が完成。
- 1941年（昭和16年）4月1日 - 国民学校令の施行により入学資格を尋常小学校卒業から国民学校初等科修了者に変更。
- 1943年（昭和18年）4月1日 - 中等学校令の施行によりこの年の入学生から修業年限を4年とする。夜間課程を設置（定時制課程の始まり）。
- 1945年（昭和20年）
  - 3月 - 教育ニ関スル戦時非常措置方策により、修業年限4年施行の前倒しが決定され、4年生と5年生の合同卒業式を挙行。
    - 本来であれば中等学校令の施行された1943年（昭和18年）に入学した生徒が4年を修了する1947年（昭和22年）3月に修業年限4年が施行されるはずであった。しかし戦況の悪化により、中等学校令施行よりも前の1941年（昭和16年）・1942年（昭和17年）に入学した生徒にも修業年限4年が適用されることになった。よってこの時は1940年（昭和15年）に入学した5年生と1941年（昭和16年）に入学した4年生の合同卒業式が行われた。

  - 4月1日 - 1学年あたりの定員を200名、夜間課程の1学年あたりの定員を50名とする。学校での授業は停止される。ただし勤労動員は継続される。
  - 8月 - 終戦。
  - 9月 - 学校での授業を再開。平時授業に戻る。
- 1946年（昭和21年）4月1日 - 修業年限を5年とする（ただし4年修了時点で卒業することもできた）。
- 1947年（昭和22年）4月1日 - 学制改革（六・三制の実施）が行われる。
  - 旧制中学校の募集を停止。
  - 新制中学校を併設し（以下・併設中学校）、旧制中学校の1・2年修了者を新制中学校2・3年生として収容。
  - 併設中学校は経過措置としてあくまで暫定的に設置されたため、在校生が2・3年生のみの中学校であった。
  - 旧制中学校3・4年生はそのまま在籍し4・5年生となった（ただし4年修了時点で卒業することもできた）。

新制高等学校
- 1948年（昭和23年）
  - 4月1日 - 学制改革（六・三・三制の実施）により、旧制中学校は廃止され、新制高等学校「山形県立酒田第一高等学校」（男子校）が発足。
    - 修業年限3年の通常制普通課程（現・全日制課程普通科）と修業年限4年の定時制夜間課程を設置。
    - 旧制中学校卒業者（5年修了者）を新制高校3年生、旧制中学校4年修了者を新制高校2年生、併設中学校卒業者（3年修了者）を新制高校1年生として収容。
    - 併設中学校を継承し（山形県立酒田第一高等学校併設中学校）、在校生が1946年（昭和21年）に旧制中学校へ最後に入学した3年生のみとなる。

  - 5月15日 - 定時制昼間課程を設置。
  - 6月21日 - 松嶺分校を設置。
  - 11月30日 - 松嶺分校が分離し、翌12月1日に山形県立松嶺高等学校として独立。
- 1949年（昭和24年）3月31日 - 併設中学校を廃止。
- 1950年（昭和25年）
  - 4月1日 - 高校三原則に基づく公立高校の再編が行われる。
    - 山形県立酒田第三高等学校（女子校）と統合の上、総合制の「山形県立酒田高等学校」が発足。1学年あたりの定員を500名とする。
    - 旧第一高校の校舎を東校舎、旧第三高校の校舎を西校舎として両校舎の使用を継続。

  - 10月17日 - 新校歌を制定。
- 1952年（昭和27年）4月1日 - 統合を解消し、「山形県立酒田東高等学校」（現校名）に改称。西校舎は山形県立酒田西高等学校となる。
- 1957年（昭和32年）
  - 5月28日 - 北校舍4教室が完成。
  - 10月31日 - 体育館が完成。
- 1958年（昭和33年）3月31日 - 定時制昼間課程を廃止。
- 1959年（昭和34年）6月23日 - 定時制夜間課程において食堂給食を開始。
- 1961年（昭和36年）2月17日 - 校地北側の八幡神社を現在地に移転。
- 1967年（昭和42年）9月30日 - 理科教室が完成。
- 1969年（昭和44年）4月19日 - 亀城同窓会の寄贈により、プールが完成。
- 1970年（昭和45年）3月31日 - 定時制夜間課程を廃止。
- 1972年（昭和47年）3月8日 - 鉄筋コンクリート造4階建ての第一校舎が完成。旧木造校舎を解体。
- 1975年（昭和50年）3月4日 - 後援会を設立。
- 1979年（昭和54年）
  - 1月1日 - 亀城奨学会が発足。
  - 7月30日 - 亀城園が完成。
- 1981年（昭和56年）7月20日 - 新柔剣道場が完成。
- 1987年（昭和62年）12月4日  - 亀城同窓会館が完成。
- 1990年（平成2年）
  - 5月14日 - 亀ヶ崎城跡遣跡発掘調査が山形県埋蔵文化財センター調査団によって行われる（5期[1]にわたり、2005年（平成17年まで行われた）。
  - 9月3日 - 創立70周年を記念して同窓会館ミーティング室「セミナーハウス立志館」（研修施設）が完成。
- 1991年（平成3年）2月28日 - 鉄筋コンクリート造3階建ての第三校舎（多目的教室・電算教室・LL教室・進路指導室）が完成。
- 1993年（平成5年）7月20日 - 校舎間に2階建ての渡り廊下が完成。
- 1994年（平成6年）7月31日 - 2階建ての体育館が完成。
- 1995年（平成7年）3月31日 - 2階建ての産振棟（家庭科実習室）が完成。
- 2000年（平成12年）
  - 2月14日 - 推薦入試を導入。
  - 11月8日 - 創立80周年を記念してトレーニングルーム「亀城錬成館」が完成。
- 2002年（平成14年）3月31日 - 山形県立松山里仁館高等学校(昭和56年4月1日、山形県立松嶺高等学校を改称)閉校。これに伴い同校に関する卒業証明書等の発行業務を本校が引き継ぐ。
- 2003年（平成15年）4月1日 - 校舎改築事業に着手。
- 2004年（平成16年）9月30日 - 仮設校舎（理科・美術教室）が完成。
- 2007年（平成19年）
  - 1月31日 - 新校舍が完成。（同年2月中旬から移転を開始）
  - 9月20日 - 新部室が完成。
  - 10月31日 - 旧校舎を解体。
- 2009年（平成21年）10月20日 - 駐輪場を増設。
- 2011年（平成23年）12月22日 - 体育館ピロティ人工芝を設置。
- 2012年（平成24年）3月31日 - 第2図書室が完成（同年6月5日に利用を開始

## 部活動
部活動が盛んで、毎年インターハイ出場を果たしている。
運動系
- 陸上部
- 剣道部
- バスケットボール部
- 弓道部
- サッカー部
- テニス部
- 柔道部
- 山岳部
- ソフトテニス部
- ボート部
- 体操部
- 卓球部
- バレーボール部
- 野球部 - 1977年（昭和52年）に第49回選抜高等学校野球大会（春のセンバツ甲子園）に出場している。
- 水泳部

文化系
- 吹奏楽部
- 科学部
- 文藝部
- 美術部
- 英会話部
- 書道部
- 音楽部

## 最寄駅
- JR羽越本線: 酒田駅より徒歩20分

## 著名な出身者
- 国井重典 - 第7代旧鶴岡市市長
- 阿部寿一 - 前衆議院議員、元酒田市長
- 丸山至 - 酒田市長
- アベユーイチ - 映画監督
- 新正卓 - 写真家
- 石川牧子 - 元日本テレビアナウンサー
- 佐々木亜希子 - 元フリーアナウンサー、活動弁士
- 北重人 - 小説家
- 岸洋子 - シャンソン歌手
- 小華和ためお - アニメ演出家
- 齋藤磯雄 - 仏文学者
- 斎藤淳 - 元衆議院議員、政治学者、イェール大学助教授
- 佐高信 - 経済評論家
- 佐藤彰 (文学研究者) - 文学者
- 佐藤輝 - 俳優
- 佐藤時啓 - 美術家・写真家
- 佐藤真生 - 画家
- 佐藤涼子 - 歌手、ボイストレーナー
- 中村恒也 - 元セイコーエプソン社長
- 成田三樹夫 - 俳優
- 三浦光紀 - レコードプロデューサー
- 山本与志恵 - 女優
- 和嶋未希 - 元衆議院議員
- 工藤俊幸 - 指揮者
- 梅津正彦 - アクション監督・ボクシングコーチ
- 渡部有 - テレビユー山形（TUY）アナウンサー
- 平尾彰子 - 学者
- 森万紀子 - 小説家